# جزیره السافلیه
جزیره السافلیه (به عربی: جزیرة السافلیة) یک جزیره مسکونی در قطر است که در شهرداری دوحه واقع شده‌است.